# Vajda Ernő (fotóművész)
Vajda Ernő, 1905-ig Weisz (Budapest, 1889. december 28. – Budapest, 1980. február 25.) ügyvéd, botanikus, fotóművész, érdemes művész (1980), Reismann Marian férje.

## Életrajza
Weisz Adolf (1857–1939) enyingi származású hivatalnok és Vajda Regina (1863–1944) fiaként született. Weisz családi nevét 1905-ben Vajdára változtatta. Egyetemi tanulmányait 1908-1912 között párhuzamosan végezte a budapesti Királyi Magyar Tudományegyetem Jogi, illetve Bölcsészkarán. Mint jogász sikeresen képviselte a család és az állam érdekeit Bartók Béla hagyatéki eljárása során.
1918–1977 között folytatott ügyvédi gyakorlata mellett a Magyar Tudományos Akadémia Botanikai Kutató Intézetének is dolgozott a természettudományos fotódokumentációt nemzetközileg elismert művészi fokra fejlesztette.
91 évesen hunyt el Budapesten, 1980. február 25-én.

## Magánélete
1918. augusztus 30-án Budapesten feleségül vette Benjovics Klárát (1898–1960), Benjovics Adolf Leó és Dick Irén leányát.
1961-ben kötött házasságot Reismann Marian fotóművésznővel. Közös sírjuk az Óbudai zsidó temetőben található.

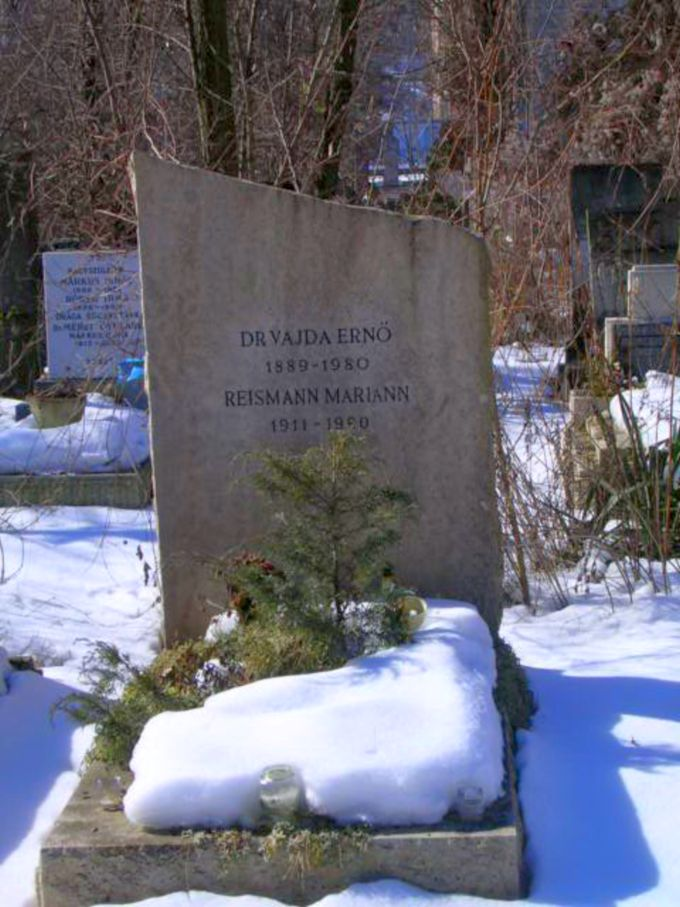
Sírja az Óbudai zsidó temetőben 2005-ben

## Munkássága
Publikációs tevékenységet folytatott mind a botanika, mind a fotográfia területén. Alapító tagja volt a Magyar Fotóművészek Szövetségének, melynek 1963-1968 között elnöke is volt. 
Munkásságát 1965-ben a Nemzetközi Fotóművész Szövetség EFIAP kitüntetéssel ismerte el.

## Fotókiállításai
- "Virágok, fák, tájak" (Budapest, 1964)
- "Öreg fák" (Budapest, 1969)
- "Sziklákon, kövek között" (Budapest, 1976)
- "Változatok öt témára" (Budapest, 1960)
- Fák, ligetek, erdők (Budapest, 1962)
- Visionen eines Botanikers (Drezda, 1971)
- Sziklákon, kövek között (Budapest, 1977)